# Martinho Ndafa Kabi
Martinho Ndafa Kabi (Nhacra, 17 de setembro de 1957) é um político da Guiné-Bissau. Foi primeiro-ministro do seu país de 13 de abril de 2007 a 5 de agosto de 2008. É um dos líderes do Partido Africano para a Independência da Guiné e Cabo Verde (PAIGC).
Ocupou diversos cargos internos em seu partido até tornar-se Ministro de Energia e Recursos Naturais do governo de Carlos Gomes Júnior, de maio de 2004 a abril de 2005, quando tornou-se Ministro da Defesa. Após a demissão de Aristides Gomes, Kabi é nomeado primeiro-ministro pelo Presidente João Bernardo Vieira com o apoio do seu partido, do Partido da Renovação Social (PRS) e do Partido Unido Social Democrático (PUSD). Foi empossado em 13 de abril, com um governo composto por vinte ministros. A composição do governo causou tensões entre a coalizão, já que a grande maioria dos postos foi para o PAIGC. A situação foi resolvida em 18 de outubro com a nomeação de Certorio Biote como ministro do Interior. Em agosto de 2008, foi demitido pelo presidente, que nomeou um novo governo liderado por Carlos Correia.